# Гриднев, Николай Сергеевич
Николай Сергеевич Гриднев — советский хозяйственный и политический деятель.

## Биография
Родился в 1935 году в селе Рогатово. Член КПСС.
Окончил ремесленное училище.
В 1953—1955 гг. — токарь Елецкого ремонтного завода.
В 1955—1958 гг. — военнослужащий Советской армии.
В 1958—1974 гг. — токарь-заточник, бригадир токарей, начальник смены, начальник инструментального цеха и корпуса блоков цехов Елецкого завода тракторных гидроагрегатов.
В 1974—1980 гг. — директор Елецкого завода тракторных гидроагрегатов.
В 1980—1988 гг. — первый секретарь Елецкого горкома КПСС.
В 1988—1991 гг. — заведующий экономическим отделом Липецкого обкома КПСС.
В 1994—2000 гг. — генеральный директор ОАО «Елецгидроагрегат».
В 2000—2015 гг. — председатель президиума Совета ветеранов АО «Елецгидроагрегат».
Делегат XXVI и XXVII съездов КПСС.
Умер в 2019 году в Ельце.

## Награды
- Орден Трудового Красного Знамени
- Орден Знак Почёта